# Накипь

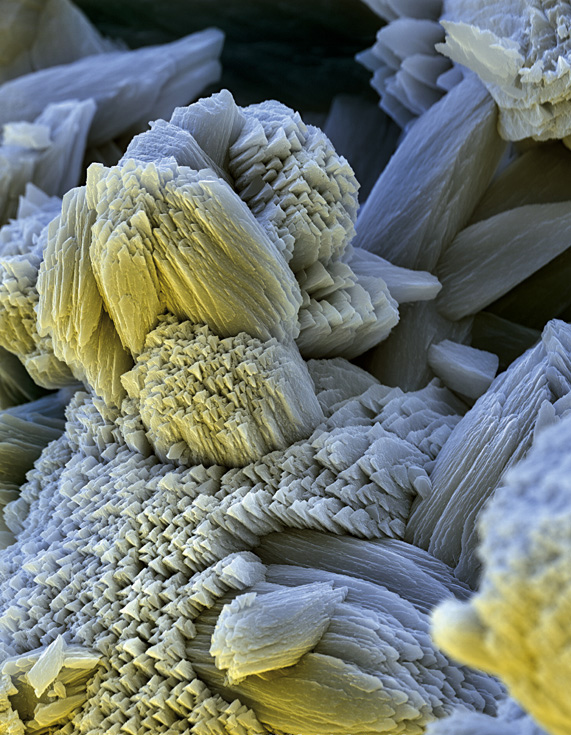
Накипь под сканирующим электронным микроскопом, поле зрения 64 × 90 мкм

На́кипь — твёрдые отложения, образующиеся на тех поверхностях теплообменных аппаратов, на которых происходит нагревание (кипение, испарение) воды с растворёнными солями жёсткости.
При нагреве воды растворимые соли, содержащиеся в ней, разлагаются на углекислый газ и нерастворимые соли, выпадающие в осадок. Этот осадок откладывается на нагревающих поверхностях внутренних элементов устройств, приводя их в негодность.
Пример накипи — твёрдые отложения внутри чайников.

## Виды накипи
Причиной образования накипи на нагревательных элементах является чрезмерное количество растворённых в воде солей кальция и магния. Чем больше этих солей, тем более «жёсткой» является вода.
По химическому составу преимущественно встречается накипь карбонатная (углекислые соли кальция и магния — CaCO3, MgCO3), сульфатная (CaSO4) и силикатная (кремнекислые соединения кальция, магния, железа, алюминия).

## Вред накипи

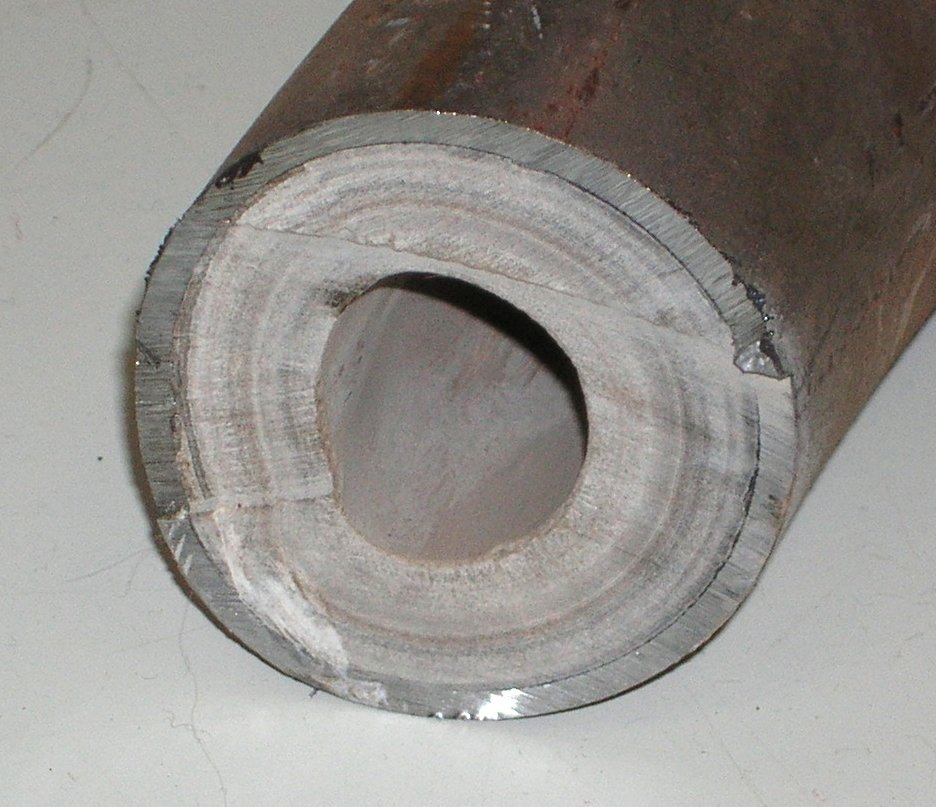
Слой накипи, образовавшийся внутри трубы теплообменника

Накипь значительно ухудшает теплопроводность металла. Из-за дополнительной теплоизоляции электронагреватель увеличивает свою температуру до установления нового равновесия вырабатываемого тепла и его отдачи сквозь слой накипи. Поскольку при повышении температуры сопротивление проводника увеличивается, его мощность снижается. Следовательно, время на нагрев воды увеличивается — как за счёт замедления теплопередачи на начальном этапе, так и за счёт постоянного снижения мощности в рабочем режиме. Количество потреблённой электроэнергии для нагрева одинакового количества воды до одинаковой температуры при этом почти не меняется (меняется потребляемая мощность и время нагрева).
Теплопроводность накипи в десятки, а зачастую в сотни раз меньше теплопроводности стали, из которой изготавливают теплообменники. Поэтому даже тончайший слой накипи создаёт большое термическое сопротивление и может привести к такому перегреву труб паровых котлов и пароперегревателей, что в них образуются отдулины и свищи, часто вызывающие разрыв труб.

## Борьба с накипью
Образование накипи предупреждают химической обработкой воды (умягчение), поступающей в котлы и теплообменники.
Недостатком химической обработки воды является необходимость подбора водно-химического режима и постоянного контроля за составом исходной воды. Также при использовании данного метода возможно образование отходов, требующих утилизации.
Последние годы активно применяются методы физической (безреагентной) водоподготовки. Один из них — подача ультразвука, колебания которого отталкивают растворённые в воде соли жёсткости от внутренних стенок теплообменного оборудования. При этом вместо корки твёрдой накипи на стенках образуются взвешенные микрокристаллы, которые выносятся потоком воды из системы. При этом методе химический состав воды не изменяется. Нет вреда для окружающей среды, нет необходимости в постоянном контроле за работой системы.

### Удаление накипи
Удаляют накипь механическим и химическим способами.
При механической очистке существует опасность повредить защитный слой металла или даже само оборудование, поскольку для очистки котёл или теплообменник требуется разобрать полностью или частично.
Химическую очистку возможно применять, не разбирая полностью котёл или теплообменник. Но при этом существует опасность, что слишком длительное воздействие кислоты повредит металл котла, а более короткое воздействие может недостаточно очистить поверхности.
Отлично растворяет накипь уксусная кислота, образуя при реакции с солями осадка собственные соли (ацетаты), свободно растворяющиеся в воде. Например, для избавления от накипи в чайнике уксусную кислоту нужно размешать с водой в пропорции 1:20 и кипятить чайник на медленном огне до полного растворения накипи. Разбавленная лимонная кислота хороша для растворения примесей, осевших на водоочистительных фильтрах. В производстве обычно применяют адипиновую кислоту, и именно она составляет основу большинства бытовых средств от накипи.
Другой способ удаления накипи — использование трилона Б.